# Абадиания
Абадиания (порт. Abadiânia) — муниципалитет в Бразилии, входит в штат Гояс. Составная часть мезорегиона Восток штата Гойяс. Входит в экономико-статистический микрорегион Энторну-ду-Дистриту-Федерал. Население составляет 12 640 человек на 2007 год. Занимает площадь 1044,159 км². Плотность населения — 12,1 чел./км². Город основан в 1953 году.
Праздник города — 20 октября. Главные туристические достопримечательности — два водопада (Cachoeira do Ribeirão Curralinho и Cachoeira Pedregulho) на реке Корумба.

## Экономика
Сельскохозяйственное производство (кукуруза, рис, соевые бобы, животноводство). Два молочных завода. Предприятие по упаковке мяса.
Сельскохозяйственные данные 2006:
- Фермы: 1150
- Общая площадь: 85 292 га.
- Площадь многолетних насаждений: 5901 га.
- Площадь многолетних насаждений: 5703 га.
- Площадь пастбищ: 51 990 га.
- Площадь лесов и лесов: 17 255 га.
- Стадо крупного рогатого скота: 41 665

## Здоровье и образование
- Коэффициент младенческой смертности: 22,36 на 1000 живорождений (2000 г.)
- Уровень грамотности: 84,1 (2000 г.)
- Больницы: нет (февраль 2007 г.)
- Школы: 18 с 3369 учениками (2006 г.)[1]

По индексу человеческого развития 2000 года Абадиания получил оценку 0,723, что позволило ему получить государственный рейтинг 165 (из 242 муниципалитетов) и национальный рейтинг 2569 (из 5507 муниципалитетов).

## Статистика
- Валовой внутренний продукт на 2003 год составляет 44 574 814,00 реалов (данные: Бразильский институт географии и статистики).
- Валовой внутренний продукт на душу населения на 2003 год составляет 3632,24 реала (данные: Бразильский институт географии и статистики).
- Индекс развития человеческого потенциала на 2000 год составляет 0,723 (данные: Программа развития ООН).